# Shooting Stars de la Berlinale
Pour les articles homonymes, voir Shooting Stars.
Les Shooting Stars sont des récompenses décernées chaque année depuis 1998 à de jeunes acteurs et actrices européens au cours du Festival de Berlin.

## Palmarès

### Années 1998-2009
| Année | Acteurs | Actrices | Jury                                                                         |
| ----- | --- | --- | ---------------------------------------------------------------------------- |
| 1998  | Juan Diego Botto Fritz Karl Victor Löw Michael Pas Melvil Poupaud Lars Simonsen Jürgen Vogel | Beatriz Batarda Clotilde Courau Sabriana Leurquin Labina Mitevska Franka Potente Ingrid Rubio Anneke von der Lippe Vícky Volióti Rachel Weisz                                                            |                                                                              |
| 1999  | Moritz Bleibtreu Mathieu Demy Renos Haralambidis Diogo Infante Eduardo Noriega Paul Ronan Christian Schmidt Ingvar Eggert Sigurðsson Johan Widerberg                                                                                  | Soraya Gomaa Iben Hjejle Kelly Macdonald Ana Moreira Maria Schrader Rachael Stirling Alexia Stresi Tamar van den Dop Leonor Watling                                                                      |                                                                              |
| 2000  | Antoine Chappey Daniel Craig August Diehl Hilmir Snær Guðnason Thure Lindhardt Fele Martínez Francisco Nascimento Martin Rapold | Caroline Ducey Rita Durão Nina Hoss Nadja Hüpscher Myriam Muller Photini Papadodima Nina Proll Alexandra Rapaport Maya Sansa Natalia Verbeke                                                             |                                                                              |
| 2001  | Stefano Accorsi Eloy Azorín Benno Fürmann Mickey Hardt Baltasar Kormákur Filip Peeters Alexandre Pinto Malik Zidi | Kate Ashfield Elaine Cassidy Anne-Shlomit Deonna Ann Eleonora Jørgensen Heike Makatsch Gørild Mauseth Birgit Minichmayr Evelina Papoulia Ludivine Sagnier Aylin Yay                                      |                                                                              |
| 2002  | Enrique Alcides Luc Feit Michael Finger Fabrizio Gifuni Marcell Miklós Jérémie Renier Fedja van Huêt Antonio Wannek | Carla Bolito Maria Bonnevie Rachida Brakni Lindsey Harris Athena Maximou Tuva Novotny Lucy Russell Margret Vilhjálmsdóttir Maria Würgler Rich                                                            |                                                                              |
| 2003  | Daniel Brühl Libero De Rienzo Kristoffer Joner Nikolaj Lie Kaas Torkel Petersson Matthias Schoenaerts Daan Schuurmans Jamie Sives | Leonor Baldaque Cécile de France Nína Dögg Filippusdóttir Minna Haapkylä Maria Hofstätter Marilita Lambropoulou Flora Montgomery Szonja Oroszlán Mona Petri Goya Toledo Tatiana Vilhelmová               |                                                                              |
| 2004  | Georg Friedrich Aksel Hennie Michael Koch Tom Leick Tómas Lemarquis Filippo Nigro Andrew Scott Ângelo Torres Andreas Wilson | Alexandra Aidini Elena Anaya Lubna Azabal Eva Birthistle Irina Björklund Zoé Félix Anna Geislerová Kristine Nevarauska Eszter Ónodi Thekla Reuten Sonja Richter Maria Simon                              |                                                                              |
| 2005  | Jan Budař Jakob Cedergren Mark O’Halloran Giorgio Pasotti Max Riemelt Trond Espen Seim Kari-Pekka Toivonen Unax Ugalde | Aleksandra Balmazović Johanna Bantzer Marisa Cruz Sara Forestier Dorka Gryllus Frida Hallgren Monic Hendrickx Alexia Kaltsiki Sascha Ley Alfrun Ornolfsdottir Archie Panjabi Marie Vinck Franziska Weisz |                                                                              |
| 2006  | Björn Hlynur Haraldsson Carlos Leal Pavel Liška Nuno Lopes Christos Loulis Mimoun Oaïssa Jasper Pääkkönen Riccardo Scamarcio | Beate Bille Marta Etura Gabriella Hámori Maarja Jakobson Vesela Kazakova Iva Krajnc Ruth Negga Lucy Punch Kathrin Resetarits Eva Röse Ane Dahl Torp Fanny Valette Johanna Wokalek                        |                                                                              |
| 2007  | Nils Althaus Nicolai Cleve Broch Maximilian Brückner Pádraic Delaney David Dencik Tommi Eronen Gísli Örn Gardarsson Óscar Jaenada Kevin Janssens Marko Mandić Péter Nagy (hu) Afonso Pimentel Gustaf Skarsgård Rain Tolk Jules Werner | Kate Dickie Agnieszka Grochowska Klára Issová Mélanie Laurent Táňa Pauhofová Maria Popistașu Halina Reijn Sabrina Reiter Jasmine Trinca Panayota Vladi                                                   |                                                                              |
| 2008  | Joel Basman Nicolas Cazalé Elio Germano Marko Igonda Zsolt Nagy | Stine Fischer Christensen Maryam Hassouni Hannah Herzsprung Anamaria Marinca | Derek Power Vibeke Windeløv Michael Ballhaus Lucy Russell Beatrice Kruger    |
| 2009  | David Kross Cyron Melville Samuli Vauramo | Sarah Bolger Céline Bolomey Verónica Echegui Hafsia Herzi Carey Mulligan Alba Rohrwacher Orsi Tóth | Antonio Saura Labina Mitevska Marion Hänsel Patrícia Vasconcelos Peter Cowie |

### Années 2010-2019
| Année | Acteurs                                                                            | Actrices                                                                                                   | Jury                                                                                       |
| ----- | ---------------------------------------------------------------------------------- | --- | ------------------------------------------------------------------------------------------ |
| 2010  | Dragoș Bucur Anders Baasmo Christiansen Kryštof Hádek Edward Hogg Michele Riondino | Agata Buzek Zrinka Cvitešić Anaïs Demoustier Lotte Verbeek Pihla Viitala                                   | Anna Geislerová Giuseppe Piccioni Karl Baumgartner Leo Davis Steven Gaydos                 |
| 2011  | Pilou Asbæk Alexander Fehling Domhnall Gleeson Nik Xhelilaj                        | Sylvia Hoeks Clara Lago Natasha Petrovic Andrea Riseborough Marija Škaričić Alicia Vikander                | Heike Makatsch Ole Christian Madsen Cédomir Kolar Lina Todd Derek Elley                    |
| 2012  | Riz Ahmed Jakub Gierszał Hilmar Guðjónsson Max Hubacher Bill Skarsgård             | Antonia Campbell-Hughes Adèle Haenel Anna Maria Mühe Isabella Ragonese Ana Ularu                           | Simone Bär Marleen Gorris Thure Lindhardt Matt Mueller Ada Solomon                         |
| 2013  | Mikkel Boe Følsgaard Jure Henigman Luca Marinelli                                  | Laura Birn Ada Condeescu Arta Dobroshi Carla Juri Nermina Lukač Saskia Rosendahl Christa Théret            | Bettina Brokemper Thierry Chèze Jina Jay Alba Rohrwacher Jasmila Žbanić                    |
| 2014  | Marwan Kenzari Jakob Oftebro Mateusz Kościukiewicz Nikola Rakočević George MacKay  | Danica Curcic Maria Dragus Miriam Karlkvist Cosmina Stratan Edda Magnason                                  | Anders Baasmo Christiansen Charles Gant Hermine Huntgeburth Oriana Kunčić Jani Thiltges    |
| 2015  | Joachim Fjelstrup Jannis Niewöhner Moe Dunford Sven Schelker                       | Emmi Parviainen Hera Hilmer Aistė Diržiūtė Natalia de Molina Abbey Hoes Maisie Williams                    | Nathalie Cheron Danijel Hočevar Eva Röse Małgorzata Szumowska Damon Wise                   |
| 2016  | Atli Óskar Fjalarsson Reinout Scholten van Aschat Kacey Mottet-Klein               | Martha Canga Antonio Tihana Lazović Lou de Laâge Jella Haase Daphné Patakia Sara Serraiocco María Valverde | Anamaria Marinca Marta Donzelli Constantine Giannaris Tobias Kniebe Rie Hedegaard          |
| 2017  | Alessandro Borghi Esben Smed Louis Hofmann Tudor Aaron Istodor                     | Elīna Vaska Hannah Hoekstra Karin Franz Körlof Maruša Majer Victoria Guerra Zofia Wichłacz                 | Dorka Gryllus Lucinda Syson Pandora da Cunha Telles Xavier Koller Jan Lumholdt             |
| 2018  | Jonas Smulders Matteo Simoni Franz Rogowski Irakli Kvirikadze                      | Luna Wedler Alba August Reka Tenki Matilda De Angelis Michaela Coel Eili Harboe                            | Mijke de Jong Ankica Juric Tilic Nicole Schmied Eduardo Noriega Mode Steinkjer             |
| 2019  | Elliott Crosset Hove Dawid Ogrodnik Ardalan Esmaili Milan Maric Blagoj Veselinov   | Ine Marie Wilmann Kristín Þóra Haraldsdóttir Emma Drogunova Aisling Franciosi Rea Lest-Liik                | Avy Kaufman Ingvar Eggert Sigurðsson Macdara Kelleher Tara Karajica Teona Strugar Mitevska |

### Années 2020-2029
| Année | Acteurs                                                                   | Actrices                                                                                                   | Jury                                                                      |
| ----- | ------------------------------------------------------------------------- | --- | ------------------------------------------------------------------------- |
| 2020  | Bartosz Bielenia Jonas Dassler Levan Gelbakhiani Pääru Oja Bilal Wahib    | Martina Apostolova (bg) Zita Hanrot Joana Ribeiro Ella Rumpf Victoria Carmen Sonne                         | Lucy Bevan Dome Karukoski Vesela Kazakova Katarína Krnáčová Rüdiger Sturm |
| 2021  | Martijn Lakemeier Gustav Lindh Nicolas Maury Albrecht Schuch Fionn O’Shea | Alba Baptista Seidi Haarla Sara Klimoska Natasa Stork Žygimantė Elena Jakštaitė                            | Antoneta Kastrati Cassandra Han René Ezra                                 |
| 2022  | João Nunes Monteiro Emilio Sakraya Timon Sturbej                          | Evin Ahmad Clara Dunne Gracija Filipović Marie Reuther Hanna van Vliet Anamaria Vartolomei Souheila Yacoub |                                                                           |